# Сиди-Хуилед
Сиди-Хуилед (араб. سيدي خويلد‎) — город и коммуна в восточной части Алжира, в вилайете Уаргла. Административный центр округа Сиди-Хуилед.

## Географическое положение

Коммуна Сиди-Хуилед

Город находится на западе центральной части вилайета, на территории одного из оазисов северной Сахары, к северо-востоку от города Уаргла, на расстоянии приблизительно 560 километров (по прямой) к юго-востоку от столицы страны Алжира. Абсолютная высота — 127 метров над уровнем моря.
Коммуна Сиди-Хуилед граничит с коммунами Уаргла, Айн-Бейда, Хасси-Бен-Абдаллах и Нгуса. Её площадь составляет 131 км².

## Климат
Климат города характеризуется как аридный жаркий (BWh в классификации климатов Кёппена). Осадков в течение года выпадает крайне мало (среднегодовое количество — 45 мм). Средняя годовая температура составляет 22,2 °C. Средняя температура самого холодного месяца (января) составляет 10,6 °С, самого жаркого месяца (июля) — 34 °С.

## Население
По данным официальной переписи 2008 года численность населения коммуны составляла 8803 человека. Доля мужского населения составляла 51 %, женского — соответственно 49 %. Уровень грамотности населения составлял 77,6 %. Уровень грамотности среди мужчин составлял 93 %, среди женщин — 73,5 %. 7,6 % жителей Сиди-Хуиледа имели высшее образование, 19 % — среднее образование.

## Транспорт
К югу от города расположен аэропорт Айн-Бейда.